# St. Ludgeri (Alleringersleben)

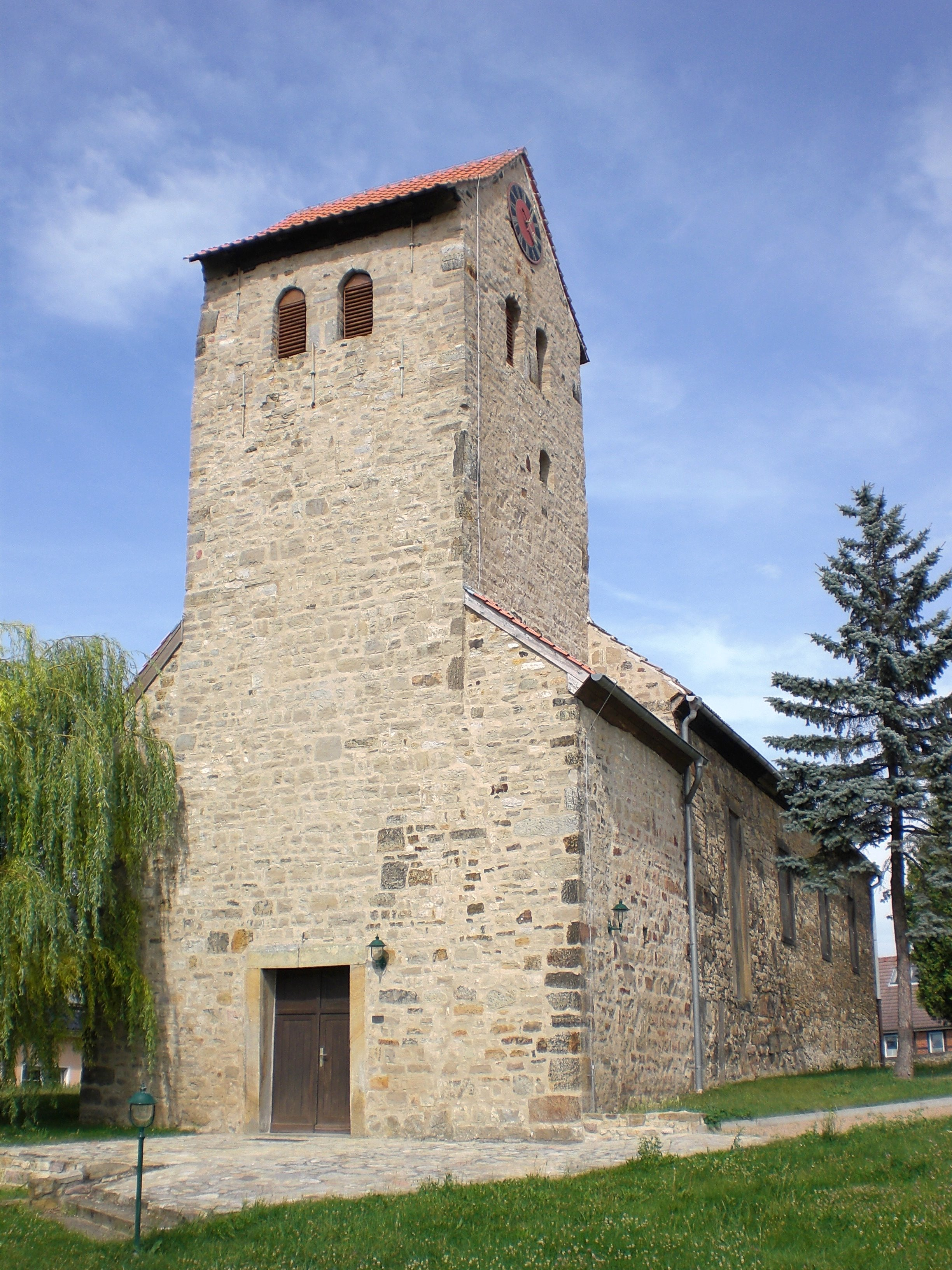
St.-Ludgeri-Kirche

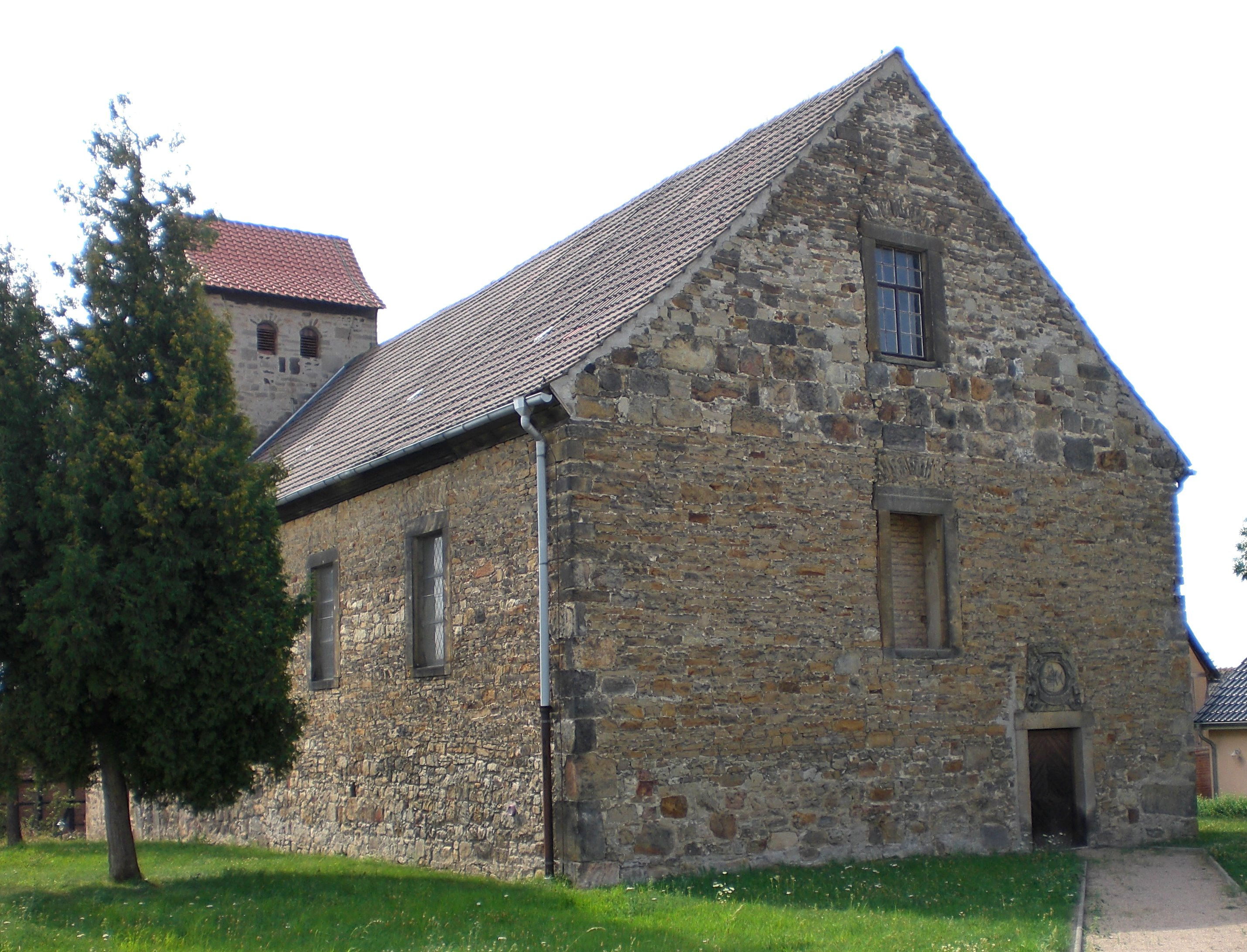
Ostseite

St. Ludgeri ist eine evangelische Kirche im Ingersleber Ortsteil Alleringersleben in Sachsen-Anhalt. Namenspatron der Kirche ist der Heilige Liudger.

## Architektur
Ältester Teil der Kirche ist der westlich des Kirchenschiffs befindliche Kirchturm, der aus der Zeit der Romanik stammt. Der Turm entstand in mehreren Bauphasen und verfügt über ein nördliches und südliches Pultdach. Vom Erdgeschoss des Turms bestand früher durch drei Rundbögen eine Verbindung zum Kirchenschiff. Das Obergeschoss des Turms ist durch quergestellte halbhohe Rundbögen unterteilt. Der quadratische Oberbau des Turms geht auf die Zeit um 1200 zurück. Das heutige Kirchenschiff entstand im Jahr 1719, wobei einige Mauern des romanischen Vorgängerbauwerks einbezogen wurden. So ist der westliche Teil der Südwand  mit mehreren vermauerten Öffnungen noch aus romanischer Zeit. Während des Umbaus wurde der Saal nach Norden erweitert. Weiterhin wurde das rechteckige westliche Portal geschaffen und die Nebenräume des Turmsockels erhöht. Die Kirche stand in Beziehung zum weiter westlich gelegenen St.-Ludgeri-Kloster in Helmstedt.
Über dem östlichen Eingang zur Kirche ist das Allianzwappen der Stifter August Rudolf von Veltheim und Helena Maria von Veltheim, geborene von Oberg zu sehen. An der westlichen Außenwand des Kirchenschiffs findet sich eine bereits aus der romanik stammende, aus Sandstein gefertigte Maske.

## Innenraum
Der Innenraum wird von einer Flachdecke überspannt. An West- und Nordwand befinden sich Emporen. Unter der nördlichen Empore ist eine schlichte verglaste Prieche eingerichtet. Bemerkenswert ist ein geschnitzter Altaraufsatz aus dem Jahr 1768. Der prächtige Aufsatz wird von Säulen flankiert und verfügt über Akanthuswangen. Im Gebälk des Aufsatzes befinden sich die Wappen der Stifter A.E. von Veltheim und seiner Ehefrau W.A. von Veltheim, geborene von Reden. Im gesprengten Giebel ist der auferstehende Christus abgebildet. Vor dem Aufsatz befinden sich Mose und Johannes den Täufer darstellende Figuren. Die Predella wird von einer Darstellung des Abendmahls geziert. Die Abbildung in der Predella und die Kreuzerhöhung im Altarblatt stammt nach der Signierung vom Haldensleber Künstler Immanuel Poppe. Älteren Datums ist die bereits 1719 entstandene Kanzel. Auf dem Schalldeckel finden sich zierende Vasen sowie ein Stifterwappen der Familie von Veltheim. Unterhalb des Schalldeckels ist die Hand Gottes dargestellt. Während die Brüstungsfelder der Kanzel von zierlichen Schnitzereien geziert wird, finden sich an Schalldeckel und Balusterstütze wuchtigere Akanthusdarstellungen. Die Bemalung der Kanzel stammt jedoch erst aus dem Jahr 1908. Im gleichen Jahr fand eine generelle Restaurierung des Innenraums statt. Am Aufgang zur Kanzel steht ein dreiachsiger protestantischer Beichtstuhl. Dieser ist gleichfalls durch Vasenaufsätze verziert. Darüber hinaus trägt er eine Inschrift. Der Orgelprospekt stammt aus dem 18. Jahrhundert. Erwähnenswert ist weiterhin eine 1887 im Stil des Spätklassizismus gestaltete Taufe mit einer kleinen runden Taufschale.
In der Kirche finden sich mehrere historische Grabsteine. Zu erwähnen ist der Grabstein mit Relief des Toten für ein 1677 verstorbenes Kind der Familie Werner. Darüber hinaus bestehen Inschriftensteine für den 1700 verstorbenen Johann Heinrich Werner und seine 1714 verstorbene Ehefrau Catharina Elisabeth Werner. Die Steine zeigen ein memento mori sowie einen Cherubkopf. Drei weitere Grabsteine aus dem 17. und frühem 18. Jahrhundert befinden sich an der nördlichen Außenwand der Kirche.
Ungewöhnlich alt ist das Geläut der Kirche. Eine Bronzeglocke stammt bereits aus der Zeit um 1300, eine weitere wird auf den Zeitraum um 1350 datiert.
Die Kirche ist von einem mit einer massiven Mauer abgegrenzten Kirchhof umgeben, auf dem auch noch eine Reihe von Urnengrabmäler aus der ersten Hälfte des 19. Jahrhunderts erhalten ist. Vor der Kirche steht auch ein im romanisierenden Jugendstil gestaltetes Kriegerdenkmal in Erinnerung an die Gefallenen des Ersten Weltkrieges.